# Oxymycterus amazonicus
Oxymycterus amazonicus és una espècie de mamífer rosegador de la família dels cricètids. És endèmic del Brasil. El seu hàbitat natural són els boscos humits de plana de la conca de l'Amazones. És una espècie en risc mínim, és a dir, no sembla que hi hagi cap amenaça significativa per a la seva supervivència. El seu nom específic, amazonicus, significa ‘amazònic’ en llatí.